# Girolamo dai Libri
Girolamo dai Libri (Verona, 1474 – Verona, 1555. július 2.) itáliai korai reneszánsz festő és miniatürista, könyvillusztrátor. Veronában élt és alkotott.

## Élete és munkássága
Apja Francesco dai Libri neves veronai miniatürista volt, akinek könyvillusztrációit a Velencei Köztársaság egész területén nagyra becsülték, nevét is erről kapta. Girolamo kezdetben apja mellett dolgozott Callisto testvérével együtt, miniatűröket festett, könyveket illusztrált egyházi személyek részére. Később Domenico Morone is a mestere volt.
1500 körül megnősült, két gyermeke, Chiara (1507) és Francesco (1509) született korán elhalt feleségétől. Később újra nősült és még három gyermeke született, Zuan Paolo, Agnese és Granata.
Nagy megbízása volt a veronai Santa Maria in Organo templom felújítása, amelyen Francesco Morone festővel dolgozott együtt. Ezután számos nagy oltárképet festett.

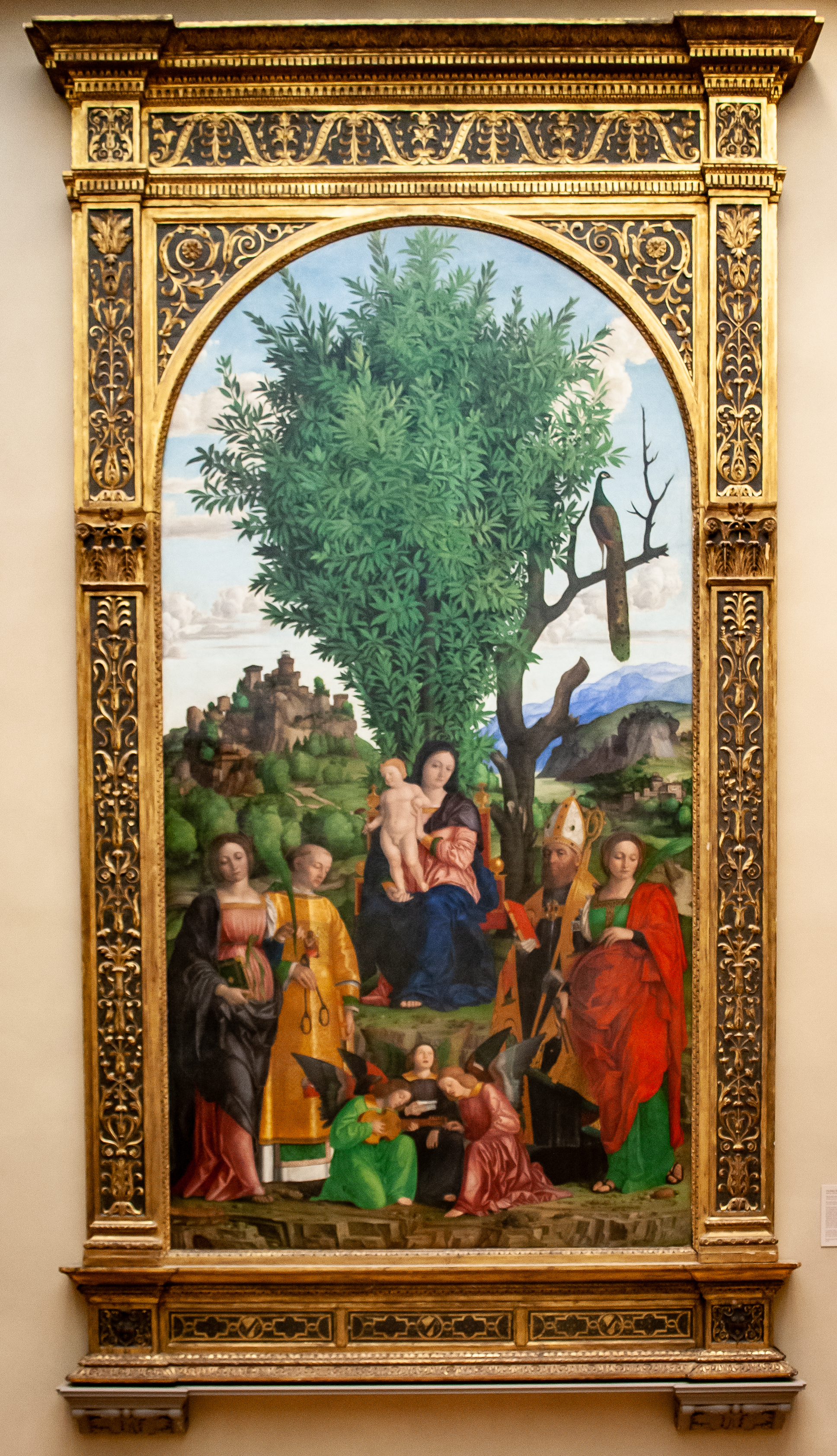
Oltárképe a New York-i Metropolitanben